# Dave Baan
David (Dave) Baan (Rotterdam, 30 juni 1908 – Sydney, 17 juli 1984) was een amateurbokser uit Nederland. Hij nam eenmaal deel aan de Olympische Spelen, maar won hierbij geen medaille.
Baan nam in 1928 namens zijn vaderland deel aan de Olympische Spelen van Amsterdam. Daar verloor hij in de kwartfinales van het lichtgewicht (tot 61,24 kilogram) van een tegenstander uit Denemarken. Baan overleed op 76-jarige leeftijd na veertien hersenbloedingen in een verzorgingshuis in Australië.